# Turkmenische Fußballnationalmannschaft
Die turkmenische Fußballnationalmannschaft (turkmenisch Türkmenistanyň milli futbol ýygyndysy) ist die Nationalmannschaft der ehemaligen Sowjetrepublik Turkmenistan in Asien.
Turkmenistan ist es bisher noch nicht gelungen, sich für eine Fußball-Weltmeisterschaft zu qualifizieren. Die bisher größten Erfolge bei internationalen Wettbewerbem sind die überraschende Qualifikation für die Fußball-Asienmeisterschaft 2004, wo die Mannschaft nach Spielen gegen Saudi-Arabien (2:2),  gegen den Irak (2:3) und Usbekistan (0:1) als Drittplatzierter in der Vorrunde ausschied, sowie der zweite Platz beim AFC Challenge Cup 2010 (Finalniederlage gegen Nordkorea im Elfmeterschießen).

## Weltmeisterschaften
- 1930 bis 1994 – nicht teilgenommen
- 1998 bis 2026 –  nicht qualifiziert

## Asienmeisterschaften
- 1956 bis 1992: nicht teilgenommen
- 1996 bis 2000: nicht qualifiziert
- 2004: Vorrunde
- 2007: nicht teilgenommen
- 2011 bis 2015: nicht qualifiziert
- 2019: Vorrunde
- 2024: nicht qualifiziert

## AFC Challenge Cup
- 2008 – Vorrunde
- 2010 – 2. Platz
- 2012 – 2. Platz
- 2014 – Vorrunde

## Trainer
- Baýram Durdyýew (1992–1996)
- Guja Gugushvili (1996–1997)
- Täçmyrat Agamyradow (1997–1998)
- Viktor Pozhechevskyi (1998–1999)
- Gurban Berdiýew (1999)
- Röwşen Muhadow (1999–2000)
- Täçmyrat Agamyradow (2000–2001)
- Wolodymyr Bessonow (2002–2003)
- Rahym Kurbanmämmedow (2003–2004)
- Boris Grigorýanc (2005)
- Amangylyç Koçumow (2005–2006)
- Rahym Kurbanmämmedow (2007–2009)
- Boris Grigorýanc (2009–2010)
- Ýazguly Hojageldiýew (2010–2014)
- Rahym Kurbanmämmedow (2014)
- Amangylyç Koçumow (2015–2016)
- Ýazguly Hojageldiýew (2017–2019)
- Ante Miše (2019–2020)
- Röwşen Muhadow (2021)
- Ýazguly Hojageldiýew (2021)
- Said Seýidow (2022)
- Ýazguly Hojageldiýew (2022)
- Mergen Orazov (seit 2023)